# 東京大空襲・戦災資料センター
東京大空襲・戦災資料センター（とうきょうだいくうしゅう せんさいしりょうセンター）は、東京都江東区にある戦争博物館。2002年に設立された。

## 歴史
1970年に早乙女勝元が中心となって結成された「東京空襲を記録する会」は、第二次世界大戦中の1945年にアメリカ軍より東京下町地区を標的して行われた無差別空襲に関する資料を収集していた。会は収集した資料を公開するために「平和祈念館」という博物館を作る計画があったが、凍結されてしまったため、会と政治経済研究所が4000人近くから募金を集め、2002年3月9日にセンターが開館し、早乙女が館長に就任した。2007年3月には建物が増築された。

## アクセス
都営バス秋26系統「北砂一丁目」バス停下車

## 関連文献
- 梯久美子『戦争ミュージアム　記憶の回路をつなぐ』岩波書店〈岩波新書〉、2024年。